# Platythelys venustula
Platythelys venustula är en orkidéart som först beskrevs av Oakes Ames, och fick sitt nu gällande namn av Leslie Andrew Garay. Platythelys venustula ingår i släktet Platythelys och familjen orkidéer. Inga underarter finns listade i Catalogue of Life.